# Byzantijns-Sassanidische oorlog (572-591)

De Byzantijns-Sassanidische oorlog (572-591) is een Romeins-Perzische oorlog, die deze keer zich niet enkel zal beperken tot de Kaukasus.

## Achtergrond
Na het Verdrag van Dara in 562 gingen de schermutselingen in de Kaukasus verder. Byzantium en de Sassaniden hadden hun vazallen en volgden de situatie op de voet. Ook in het zuiden hadden ze vazallen, de Ghassaniden stonden aan Byzantijnse zijde, de Lakhmiden aan Perzische zijde. De oorlog begon met een conflict tussen keizer Justinus II en de Ghassanidische koning Al-Moendhir III over religie, met name, het monofysitisme. Het ging zodanig ver dat men spreekt van moordpoging.
De opportunistische sjah Khusro I maakte van de situatie gebruik om Mesopotamië binnen te vallen (572).

## Veldtochten onder Khusro I
De val van Dara in 573 dreef keizer Justinus II tot waanzin. Keizerin Sophia gaf aan de toekomstige keizer Tiberius II Constantijn de opdracht om met de Perzen te onderhandelen. Voor de som van 45000 nomismata kon hij een jaar wapenstilstand verkrijgen. Met jaarlijkse schatting te betalen kon hij de vrede bewaren. Ondertussen ging hij terug aan tafel zitten met de Ghassanidische koning Al-Moendhir III en kon hij hem overhalen terug aan de Byzantijnse zijde te strijden.
In 575 viel  Al-Moendhir III het Lakhmidische rijk binnen en verwoestte hun hoofdstad Hira. Furieus viel Khusro I het Byzantijnse Rijk binnen, met de bedoeling het rijk in het hart te treffen, Anatolië. Hij geraakte tot in Sebasteia. De aftocht zal minder gunstig zijn, ternauwernood kan Khusro de Eufraat terug bereiken. In 578 werd vrede onderhandeld en een jaar later stierf Khusro.

## Veldtochten onder Mauricius
Na de dood van Khusro I (579) en Tiberius II (582) kregen we twee nieuwe spelers op het strijdtoneel, sjah Hormazd IV en keizer Mauricius. Hormazd had bekwame generaals, Mauricius was een bekwaam generaal. Al vlug kwam Mauricius in conflict met de onbetrouwbare Ghassaniden en schoof hen op zij. De slag bij Solachon (586) was een keerpunt in het voordeel van de Byzantijnen.

## Perzische paleisrevolutie
Toen Hormazd een van zijn bekwame generaals,  Bahrām Chōbīn met oneer ontsloeg, pleegde die een staatsgreep (590). Hormazd werd vermoord en zijn zoon Khusro II vluchtte naar Byzantium. Met een Byzantijnse troepenmacht veroverde Khusro II de troon. De slag bij Blarathon maakte een definitief einde aan de Byzantijns-Sassanidische oorlog (572-591).

## Resultaat
Uit erkentelijkheid kreeg Mauricius de controle over het grootste deel van de Kaukasus en moest er geen schatting meer worden betaald. Er werd een vriendschapsverdrag getekend, die duurde tot de moord op Mauricius in 602.